# كندة غوراب (كوهمرة خامي)
کندة غوراب (بالفارسية: کنده گوراب) هي قرية تقع في إيران في قسم كوهمرة خامي الريفي. يقدر عدد سكانها بـ 44 نسمة بحسب إحصاء 2016.